# Wipers
Wipers war eine US-amerikanische Rockband aus Portland, die 1977 von dem Gitarristen und Sänger Greg Sage gegründet wurde. Sie spielte in wechselnden Besetzungen mit dem musikalisch dominierenden Greg Sage als einziger Konstante.

## Geschichte
Das Original-Line-up bestand aus Sam Henry am Schlagzeug, Dave Koupal am Bass und Sänger Greg Sage an der Gitarre. Das erste Album Is This Real? erschien 1979. Einen größeren Bekanntheitsgrad erreichte die Band, als Kurt Cobain sie als einen seiner musikalischen Haupteinflüsse bezeichnete und mit Nirvana zwei Songs (D-7 und Return of the Rat) von Is This Real? coverte. Cobain zählte das Debüt der Wipers zu seinen 50 Lieblingsalben.
1992 erschien das Tributalbum Eight Songs for Greg Sage and The Wipers (auf LP) beziehungsweise Fourteen Songs for Greg Sage and The Wipers (als CD), auf dem unter anderem Nirvana, Hole und Thurston Moore von Sonic Youth vertreten sind.
Seit 1999 sind die Wipers nicht mehr aktiv. Greg Sage betreibt heute das Label Zeno Records in Phoenix, auf dem das letzte Album The Power in One erschien und seitdem die Archive der Band verwaltet.
Sam Henry starb im Februar 2022 mit 65 Jahren an Magenkrebs.

## Stil und Rezeption
Während auf den ersten drei Veröffentlichungen kurze, harte, eingängige Songs (mit einigen Ausnahmen auf Youth of America) überwiegen, sind die Stücke auf den späteren Alben langsamer, weniger explosiv und stark mit Gitarrensoli durchsetzt. Das Touch-and-Go-Fanzine bezeichnete den Sound der Band als einzigartig; sie verweigere sich Moden und ignoriere ihr Umfeld, und der „krachende Gitarrensound“ des Debütalbums sei „Dynamit“.

## Diskografie
Studioalben
- 1979: Is This Real?
- 1981: Youth of America
- 1983: Over the Edge
- 1986: Land of the Lost
- 1987: Follow Blind
- 1988: The Circle
- 1993: Silver Sail
- 1996: The Herd
- 1999: The Power in One

Live-Alben
- 1985: Wipers (auch Wipers Tour 84)
- 2002: Berlin Live
- 2002: Live in Nurnberg 1987
- 2003: Live at the I-Beam San Francisco
- 2018: Live at the Met, December 31, 1982

Extended Plays
- 1980: Alien Boy

Kompilationen
- 1990: The Best of Wipers and Greg Sage
- 1993: Complete Rarities 78–90
- 2001: Wipers Rarities
- 2001: Wipers Box Set
- 2010: Out Takes

Singles
- 1978: Better Off Dead
- 1980: Alien Boy
- 1982: Romeo
- 1986: Just a Dream Away
- 1993: Never Win
- 1996: Insane
- 1996: The Herd